# Erwin Theodor Rupp
Erwin Theodor Rupp (* 19. Februar 1872 in Kirchheim unter Teck; † 10. April 1956 in Freiburg im Breisgau) war ein deutscher Apotheker.

## Leben
Rupp, Sohn eines Postbeamten, durchlief die Lehre von 1887 bis 1890 in der Apotheke in Plieningen, legte 1890 das Gehilfenexamen in Stuttgart ab und verbrachte seine Gehilfenjahre in Biberach, Genf und Berlin. Das Studium der Pharmazie absolvierte Rupp an der Universität Straßburg und Heidelberg.
In Heidelberg legte er 1895 das pharmazeutische Staatsexamen ab. 1897 promovierte Erwin Rupp bei V. Mayer in Heidelberg zum Dr. phil.
Als Assistent ging er nun an das pharmazeutische Institut der Universität Marburg. Von 1901 bis 1904 war er Assistent an der Universität Freiburg. Dort konnte er sich 1901 für die pharmazeutische Chemie habilitieren.
Nachdem Rupp 1904 als Abteilungsvorsteher einem Angebot an das pharmazeutische Institut in Marburg gefolgt war, bekam er den Titel eines a.o. Professors.
Seine weiteren Stationen der wissenschaftlichen Laufbahn waren a.o. Prof. für pharmazeutische Chemie 1909 in Königsberg sowie o. Prof. an der Universität Breslau ab 1919.
Mit Ablauf des WS 1936/37 ließ sich Rupp emeritieren und zog in den Ruhestand nach Freiburg im Breisgau.
Seine wissenschaftliche Tätigkeit befasste sich sehr vielfältig mit analytischen Untersuchungen von Arzneimitteln, insbesondere der Verbesserung und Einführung neuer maßanalytischer Methoden. Mit Loose führte er die titrimetrische Bestimmung von Alkaloidbasen mit Methylrot als Indikator ein, er leistete damit zahlreiche Vorarbeiten für das DAB 6. Rupp war stets bestrebt, die Bestimmungsmethoden für die Prüfung der Arzneimittel so einfach zu gestalten, dass sie in jedem Labor rasch durchgeführt werden konnten. Auch eine leicht benutzbare Offizinwaage, die „Ruppsche Waage“, wurde von ihm erfunden.

## Werke
- Über 100 wissenschaftliche Veröffentlichungen zwischen 1900 und 1934 in der Apotheker-Zeitung.